# Geisel
Eine Geisel (von althochdeutsch gisal „Pfand“) ist eine Person, die gewaltsam und widerrechtlich ergriffen wurde und festgehalten wird. Durch die Festhaltung, mitunter sogar durch die Bedrohung der Geisel,  wollen die Geiselnehmer Forderungen gegen Dritte durchsetzen. Geiselnahme wird strafrechtlich verfolgt (in Deutschland § 239b StGB).
Im Statut für den Internationalen Militärgerichtshof vom 8. August 1945 wurde das Töten von Geiseln zu den Kriegsverbrechen gezählt.
Im Prozess gegen deutsche Generäle im Zweiten Weltkrieg in Südosteuropa ("Hostages Trial") 1947/48 bewertete das Gericht Geiselerschießungen als barbarische, aber zulässige Repressalie nach dem Völkerrecht, stufte die von deutschen Truppen verübten Hinrichtungen von Geiseln in den besetzten Gebieten wegen ihrer exzessiven Züge aber eindeutig als Kriegsverbrechen ein. In der Genfer Abkommen über den Schutz von Zivilpersonen in Kriegszeiten von 1949 wurde Geiselnahme generell untersagt.

## Rechtsgeschichte
In der Geschichte wurden Menschen zur Gewähr, dass ein Vertrag eingehalten wird, bei der anderen Partei als Geisel genommen und mussten dort leben. Oft waren es Söhne vornehmer Vertreter tributpflichtiger Staaten, die im Gastland normalerweise ehrenvoll behandelt und erzogen wurden. Bekannte Beispiele sind Theoderich der Große und Attila.
Heute werden Geiseln hauptsächlich genommen, um sie zur Erpressung eines Lösegeldes, zur Durchsetzung politischer Forderungen oder zur Sicherung des Abzugs zu benutzen.
Von einer Geiselhaft spricht man, wenn die Zeit der Gefangenschaft länger dauert.

## Stockholm-Syndrom
Ein teilweise bei Geiselnahmen auftretendes Verhaltensmuster ist das sogenannte Stockholm-Syndrom. Es bezeichnet die Sympathie einer Geisel mit ihrem Geiselnehmer. Die Ursachen des Phänomens sind auf die immense psychische Belastung auf die Geisel zurückzuführen, weswegen jegliche Aktionen der Geiselnehmer von ihr als große Wohltaten interpretiert werden. Die Wahrnehmung der kleinsten der Geisel zugutekommenden Aktionen, wie die Bereitstellung von Essen, reicht für sie schon, um den Eindruck zu bekommen, der Geiselnehmer würde sich aufopferungsvoll um sie kümmern. Das Stockholm-Syndrom führt oft zu einer Kooperation der Geiseln mit dem Geiselnehmer. Das Phänomen trägt seinen Namen wegen der 131 Stunden andauernden Geiselnahme am Norrmalmstorg Ende August 1973. Dort entwickelten die vier in einer Bank festgehaltenen Mitarbeiter der Bank eine intensive Zuneigung zu den Geiselnehmern und setzten sich im Prozess sogar für sie ein.